# 冷胜军
冷胜军（1963年—），辽宁庄河人，汉族，中华人民共和国政治人物、第十二届全国人民代表大会辽宁地区代表。长期在中石油系统工作，曾任中石油集团大连石化董事长，2013年被免职。
毕业于东北大学工商管理专业，加入中国共产党。2013年，被选为全国人大代表。2016年因涉嫌贿选被认定当选无效。